# 小倉剛
小倉 剛（おぐら ごう、1962年10月22日 - 2011年9月4日）は、日本の動物学者。沖縄島に移入されたマングースの研究を行い、外来種に関して日本を代表する研究者のひとりであったが、2011年9月、48歳で死去した。

## 人物
1962年（昭和37年）大阪府に生まれ、琉球大学農学部を卒業後、民間会社に入社。その後出身大学および大学院（修士課程）である琉球大学農学部に助手として採用され、亜熱帯動物学講座の川島由次教授の指導を受けた。東京帝国大学動物学第三講座の渡瀬庄三郎教授によって1910年（明治43年）に沖縄島に導入されたフイリマングースの根絶について精力的な研究をおこなっていた。2001年には名古屋大学大学院生命農学研究科より博士（農学）の学位を授与された。（翌2002年には「モグラ博士」として知られる川田伸一郎国立科学博物館研究員が同研究科から博士の学位を授与されており、同門の研究者でもある）2003年頃からはジュゴンの食性や分布に関する研究もおこなっていた。保全生物学について研究しており、2011年12月20日に東京大学出版会から「日本の外来哺乳類ー管理戦略と生態系保全」を山田文雄、池田透との共同編著書として出版した。
2011年9月4日に死去。琉大サーフチーム顧問であった。

## 生涯
- 1962年（昭和37年）10月22日：大阪府で生まれる。
- 1981年（昭和56年）3月：西宮市立西宮高等学校卒業
- 1985年（昭和60年）3月：琉球大学農学部畜産学科卒業
- 1987年（昭和62年）3月：琉球大学大学院修士課程農学研究科畜産学専攻修了[4]
  - 4月：（株）CSK実験動物研究所 伊那リサーチ入社
- 1988年（昭和63年）2月：中外製薬（株）研究開発本部安全性研究所に異動
- 1996年（平成8年）4月：琉球大学農学部生産環境学科亜熱帯動物学講座助手
- 2001年（平成13年）：学位論文「沖縄島に移入されたマングースの管理に関する基礎的研究 : とくに種の同定,被害状況,成長,繁殖,駆除方法について」によって博士（農学）の学位を名古屋大学大学院生命農学研究科より授与[2]）
- 2005年（平成17年）10月：琉球大学農学部生産環境学科亜熱帯動物学講座助教授
- 2009年（平成21年）4月：琉球大学農学部農林環境学科動物機能学分野准教授
- 2011年（平成23年）9月4日：サーフィン中（沖縄県南城市久高島）の事故で逝去（2011年09月06日朝日新聞朝刊）。享年48。

## 著書
- 山田, 文雄、池田, 透、小倉, 剛『日本の外来哺乳類 : 管理戦略と生態系保全』(編著)、東京大学出版会、2011年。ISBN 9784130602211。 NCID BB07853793。

## 受賞
- 第45回日本実験動物学会総会グッドポスター賞 1998年（平成10年）
- 第31回沖縄研究奨励賞 [5]2010年（平成22年）